# Едмунд Турмелен
Едмунд Турмелен (швед. Edmund Thormählen, 21 липня 1865 — 13 листопада 1946) — шведський яхтсмен.
Срібний призер Олімпійських Ігор 1908 року в класі 8 метрів.